# Genroku
Genroku (1688–1704) je období japonské historie charakterizované intenzivním hospodářským rozvojem a kulturním rozmachem. Období Genroku, které trvalo od devátého měsíce roku 1688 do třetího měsíce roku 1704, je považováno za zlatý věk období Edo. Nevídaný hospodářský rozvoj a kulturní rozmach v tomto období umožnilo více než 100 let míru a nerušené ekonomické aktivity, které následovaly po sjednocení Japonska v roce 1603.
Genroku je charakterizováno rozmachem umění a stavitelství, vizuálních forem umění, rozvojem divadla a bohatou vydavatelskou činností.
Japonským císařem byl v té době císař Higašijama (東山天皇).